# Belton (Texas)
Belton è una località degli Stati Uniti d'America, capoluogo della contea di Bell, nello Stato del Texas. Secondo la stima effettuata nel 2015 gli abitanti erano 20,547. Belton è situata nel centro della Killeen – Temple – Fort Hood metropolitan area. Nel 2015 la popolazione dell'area metropolitana era di 450,051.

## Geografia
La città è situata a 31°03′32″N 97°27′48″W, (31.058904, -97.463382). Confina a nord-est con il fiume Leon. Nolan Creek, un affluente del Leon, attraversa il centro di Belton. Si trova 42 miglia (68 km) a nord di Waco e 60 miglia (97 km) a sud di Austin, raggiungibili con l'Interstate 35. Attraverso la U.S. Route 190 è raggiungibile Killeen, situata a 16 miglia (26 km) ad ovest di Belton. Secondo l'Ufficio del censimento degli Stati Uniti d'America la città ha un'area totale di 20.0 miglia quadrate (51.7 km²), di cui 18.9 miglia quadrate (49.0 km²) sono terra, mentre 1.0 miglia quadrate (2.6 km², corrispondenti al 5.08% del territorio) sono costituiti dall'acqua.

## Storia
Il primo insediamento nella zona si verificò durante la fine degli anni 1840. Nell'ottobre 1850 venne aperto un ufficio postale.
La città è stata costituita nel 1852.

## Società

### Evoluzione demografica
| Anno       | Popolazione | ±%     |
| ---------- | ----------- | ------ |
| 1870       | 281         | Note:  |
| 1880       | 1,797       | 539.5% |
| 1890       | 3,000       | 66.9%  |
| 1900       | 3,700       | 23.3%  |
| 1910       | 4,164       | 12.5%  |
| 1920       | 5,098       | 22.4%  |
| 1930       | 3,779       | −25.9% |
| 1940       | 3,572       | −5.5%  |
| 1950       | 6,246       | 74.9%  |
| 1960       | 8,163       | 30.7%  |
| 1970       | 8,696       | 6.5%   |
| 1980       | 10,660      | 22.6%  |
| 1990       | 12,476      | 17.0%  |
| 2000       | 14,623      | 17.2%  |
| 2010       | 18,216      | 24.6%  |
| Stima 2015 | 20,547      | 12.8%  |

Secondo il censimento del 2000, c'erano 14,623 persone, 4,742 nuclei familiari e 3,319 famiglie residenti nella città. La densità di popolazione era di 1,171.3 persone per miglio quadrato (452.4/km²). C'erano 5,089 unità abitative a una densità media di 407.6 per miglio quadrato (157.4/km²). La composizione etnica della città era formata dal 72.67% di bianchi, il 8.10% di afroamericani, lo 0.64% di nativi americani, lo 0.95% di asiatici, il 14.83% di altre razze, e il 2.71% di due o più etnie. Ispanici o latinos di qualunque razza erano il 25.13% della popolazione.
C'erano 4,742 nuclei familiari di cui il 37.3% aveva figli di età inferiore ai 18 anni, il 49.9% erano coppie sposate conviventi, il 16.1% aveva un capofamiglia femmina senza marito, e il 30.0% erano non-famiglie. Il 24.6% di tutti i nuclei familiari erano individuali e il 10.6% aveva componenti con un'età di 65 anni o più che vivevano da soli. Il numero di componenti medio di un nucleo familiare era di 2.69 e quello di una famiglia era di 3.23.
La popolazione era composta dal 26.9% di persone sotto i 18 anni, il 18.4% di persone dai 18 ai 24 anni, il 26.5% di persone dai 25 ai 44 anni, il 17.1% di persone dai 45 ai 64 anni, e l'11.1% di persone di 65 anni o più. L'età media era di 28 anni. Per ogni 100 femmine c'erano 95.0 maschi. Per ogni 100 femmine dai 18 anni in su, c'erano 90.4 maschi.
Il reddito medio di un nucleo familiare era di 32,052 dollari, e quello di una famiglia era di 38,635 dollari. I maschi avevano un reddito medio di 31,304 dollari contro i 20,678 dollari delle femmine. Il reddito pro capite era di 14,345 dollari. Circa il 12.7% delle famiglie e il 17.9% della popolazione erano sotto la soglia di povertà, incluso il 20.7% di persone sotto i 18 anni e il 14.0% di persone di 65 anni o più.

## Istruzione
Belton è servito dal Belton Independent School District, che include:
- Belton High School
- Belton New Tech High School at Waskow
- Lake Belton Middle School
- South Belton Middle School
- North Belton Middle School
- Chisholm Trail Elementary
- High Point Elementary
- Southwest Elementary
- Leon Heights Elementary
- Joe M. Pirtle Elementary
- Miller Heights Elementary
- Tarver Elementary
- Lakewood Elementary
- Sparta Elementary
- Belton Early Childhood School

## Cultura
A Belton è presente il Texas Rodeo Cowboy Hall of Fame, ospitato nel Bell County Expo Center. A 201 N. Main è situato il museo della contea, mentre a 301 East 1st Avenue è situato il Belton Lena Armstrong Public Library.

## Punti di interesse
Il Bell County Expo Center si trova a Belton, ed ospita numerosi concerti, eventi sportivi, e varie cerimonie.
Per i momenti ricreativi, nella città sono presenti due grandi laghi: il Belton Lake, situato sul Leon River, e il Stillhouse Hollow Lake, sul Lampasas River; inoltre a 1410 Waco Rd è presente un parco acquatico, il Summer Fun Water Park.

## Amministrazione
Il capo dei vigili del fuoco è Bruce Pritchard, mentre il vice è Wesley Gilbreath. Il giudice municipale è Steve Lee. Dal maggio 2014 il sindaco di Belton è Marion Grayson. I sindaci di Belton sono stati:
- A. E. Taylor: Maggio 1927 - Maggio 1931
- T. E. Sanderford: Maggio 1931 - Gennaio 1933
- W. F. Hamner: Gennaio 1933 - Agosto 1938
- E. G. Townsend: Agosto 1938 - Giugno 1945
- T. E. Sanderford: Giugno 1945 - Aprile 1951
- E. H. Hayes: Aprile 1951 - Aprile 1955
- A. R. Kirkley: Aprile 1955 - Aprile 1957
- Roy Sanderford: Aprile 1957 - Aprile 1961
- C. V. Griggs: Aprile 1961 - Aprile 1966
- J. G. Sewell: Aprile 1966 - Aprile 1969
- Tom Jones: Aprile 1969 - Aprile 1970
- Cliff Jones: Aprile 1970 - Aprile 1972
- Clark Potter: Aprile 1972 - Aprile 1974
- Robert Elker: Maggio 1975 - Aprile 1977
- Robert Womble: Aprile 1977 - Aprile 1979
- Robert Kennedy: Aprile 1979 - Aprile 1981
- Clyde Jones: Aprile 1981 - Aprile 1984
- Barry Couch: Aprile 1984 - Aprile 1986
- Mickey Wade: Aprile 1986 - Aprile 1989
- Clark Potter: Maggio 1989 - Maggio 1993
- Charley Powell: Maggio 1993 - Maggio 1999
- Bill Holmes: Maggio 1999 - Maggio 2002
- Dwayne Digby: Maggio 2002 - Maggio 2006
- Jim Covington: Maggio 2006 - Maggio 2014
- Marion Grayson: Maggio 2014 - Presente